# Plaza de Armas de Puerto Maldonado
La Plaza de Armas es el espacio público más importante de la ciudad peruana de Puerto Maldonado y desde ella se expandió la ciudad desde su creación en 1902.
En el centro se encuentra una glorieta legado de la colonia japonesa.
La plaza se encuentra entre la av. León Velarde, Daniel Alcides Carrión, jr. Loreto y jr. Arequipa.
Se puede apreciar la flora representativa como árboles de mango, castañuelas, palmeras y otras plantas exóticas.
En el año 1923, el prefecto don Carlos León Velarde mandó a confeccionar los planos de la ciudad y la plaza de Armas, que fueron elaborados por los señores Carlos V. Pajares y el alférez Carlos Briolo.
El reloj de la glorieta fue donado por una compañía. Fue modificado varias veces: en su inicio fue de madera hasta la tercera remodelación. La cuarta remodelación se construyó en material noble.
Es el eje del centro de la ciudad. Es punto de reunión de la ciudad y realización de eventos cívicos.